# Автошлях Р 61
Автошлях Р 61 — автомобільний шлях регіонального значення на території України. Проходить територією Чернігівської та Сумської областей через Батурин — Конотоп — Суми.

## Загальна довжина
Батурин — Конотоп — Суми — 146,2 км.
Під'їзд до заповідника «Гетьманська Столиця» — 1,4 км.
Разом — 147,6 км.